# Čabulītis

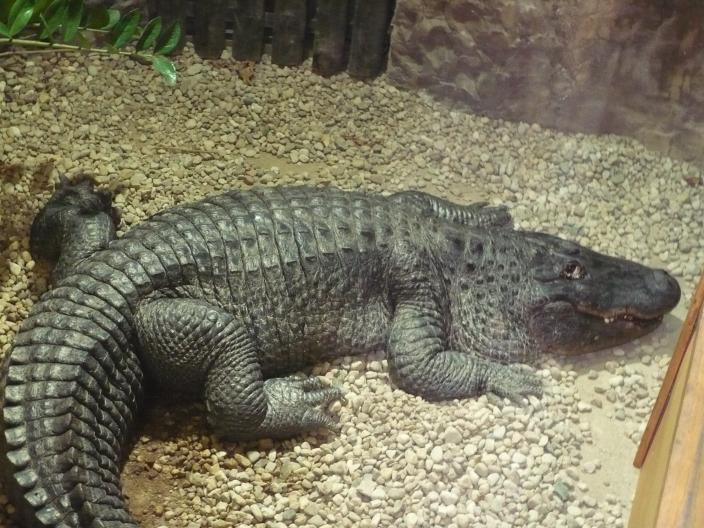
Čabulītis im Rigaer Zoo, 2007

Čabulītis (bl. 1935–21. August 2007) war bei seinem Tod der älteste Mississippi-Alligator der Welt. Er lebte im Zoo von Riga. Seither gilt der im Belgrader Zoo lebende Muja als ältestes Krokodil.
Zusammen mit einem weiteren männlichen und zwei weiblichen Alligatoren kam Čabulītis 1935 in den Rigaer Zoo. Letztere wurden 1971 und 1977 eingeschläfert, nachdem sie sich in Auseinandersetzungen verletzt hatten, der andere Alligator-Mann kam nach Kiew. 1977 maß Čabulītis 2,90 m und wog 140 kg. Er verbrachte den größten Teil seines Lebens in dem alten Krokodilhaus, dessen Bau Spenden ermöglicht hatten. 1958, 1970 und 1980 kam es zu Problemen mit der ausreichenden Beheizung, so dass der Alligator jeweils für Monate kein Futter zu sich nahm. 2001 erfolgte der Umzug in das Tropenhaus, wo er bis zu seinem Tod lebte.

## Belege
1. ↑  Kent A. Vliet: Alligators. The Illustrated Guide to Their Biology, Behavior, and Conservation, Johns Hopkins University Press, 2020, S. 213.